# 石川義季
石川 義季（いしかわ よしすえ、生年不詳 - 治承元年7月6日（1177年8月1日））は、平安時代後期の武将。大和源氏の流れを汲む陸奥石川氏5代目当主。石川光義の長男。基光、光堯、光信、治曲らの父。従四位下大和守。夫人は民部大輔藤原基成の娘。
保元2年（1157年）、上洛して従四位下大和守に任ぜられる。

## 系譜
```
石川義季┳長男（早世）
　　　　┣基光（6代目当主）
　　　　┣長女（
大森茂治
室）
　　　　┣光堯
　　　　┣光信
　　　　┣五男（早世）
　　　　┗治曲
```